# Au bazar des mondes
Au bazar des mondes (titre original : The Store of the Worlds) est une nouvelle de science-fiction de Robert Sheckley, publiée en septembre 1959 dans Playboy.

## Publications
- Publications aux États-Unis

La nouvelle a été publiée pour la première fois aux États-Unis en septembre 1959 dans Playboy, sous les titres The Store of the Worlds puis The World of Heart's Desire.
Elle a ensuite été publiée dans diverses anthologies ou divers recueils, notamment dans The Collected Short Fiction of Robert Sheckley (plusieurs éditions).
- Publications en France

La nouvelle a été publiée en 1978 (réédition en 1987) dans l'anthologie Douces Illusions, éditions Calmann-Lévy, collection Dimensions SF  (ISBN 2-7021-0256-5), p. 13 à 22.
Puis elle est parue en mai 1981 dans le deuxième numéro de la revue Bientôt.
Elle a aussi été publiée en 1997 (réédition en 2015) dans l’anthologie Bonnes Nouvelles  (ISBN 978-2-7352-1314-6), éditions Bertrand-Lacoste, nouvelles choisies par Michel Descotes et Jean Jordy, p. 63 à 71.
- Publications dans d'autres pays
  - en langue allemande sous le titre Wunschwelt (1963)[5],
  - en langue italienne :
    - sous le titre Il magazzino dei mondi (1963)[6],
    - sous le titre Il Magazzino Dei Mondi (1981, puis 1984)[7],

  - en langue néerlandaise sous le titre Een Wereld naar Keuze (1970)[8],
  - en langue roumaine sous le titre Lumea pe care ți-o dorește inima (1987)[9].

## Résumé
Wayne se rend dans la boutique Au bazar des mondes, où travaille un scientifique, Tompkins, qui a inventé la possibilité pour toute personne intéressée, moyennant un prix élevé, d'aller voyager pendant un certain temps sur une « Terre parallèle », issue des fantasmes de celui qui utilise le procédé. Wayne est intéressé et interroge Tompkins sur cette possibilité, son coût, la durée du voyage, etc. Tompkins répond à ses question et lui propose de réfléchir. Wayne rentre chez lui. 
Les jours passent, avec tout ce qui s'ensuit : la situation internationale précaire, les ennuis au boulot, la rougeole de la fille cadette Peggy, la Bourse qui plonge, les ballades au parc, le fils Tommy qui a les oreillons, la réfection de la toiture, de la maison, etc. 
Au bout d'un an, Wayne revoit Tompkins. Il vient en fait de revenir de son voyage sur la « Terre parallèle », et s'en trouve enchanté, d'autant plus que sur le chemin du retour, il traverse une ville atomisée, où les rares survivants peinent à se nourrir. Le lecteur découvre que ce qu’a vécu Wayne pendant l'année décrite, avec ses petits plaisirs et ses contraintes, constituait son fantasme de bonheur.